# Randall Reed

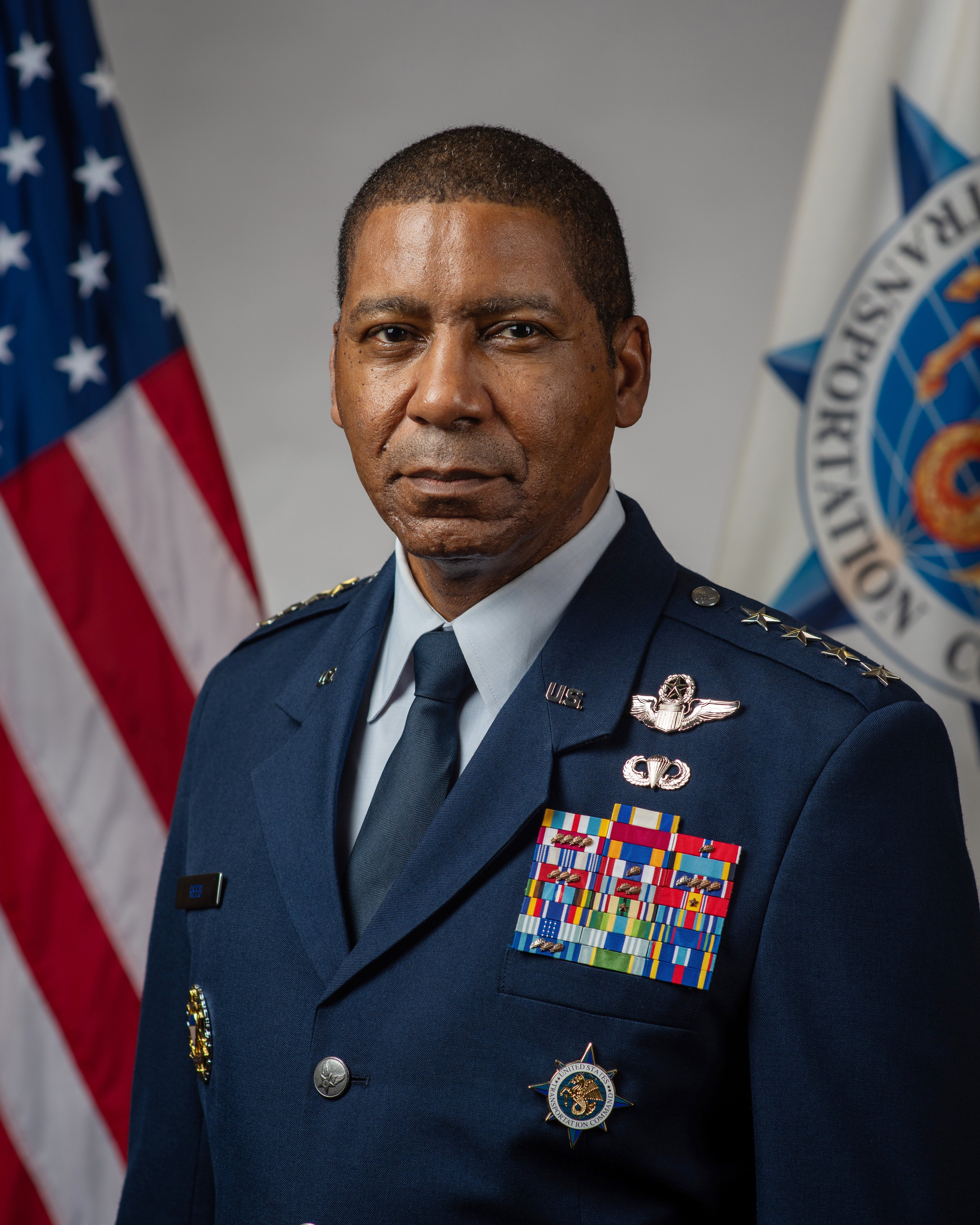
General Randall Reed (2024)

Randall Reed ist ein US-amerikanischer General der United States Air Force und seit Oktober 2024 der 15. Kommandeur des United States Transportation Command.

## Leben
Randall Reed schloss seine Ausbildung an der United States Air Force Academy in Colorado Springs 1989 mit einem Bachelor of Science ab und durchlief im Anschluss bis Oktober 1990 das Training als Flugschüler auf der Laughlin Air Force Base in Texas. Im Anschluss war er von 1991 bis 1996 auf dem Typ Lockheed C-141 auf der McChord Air Force Base im US-Bundesstaat Washington eingesetzt. Im Juni 1996 wurde er im Hauptquartier des Air Mobility Command auf der Scott Air Force Base in Illinois verwendet und absolvierte von August 1998 bis Juli 2002 eine weitere fliegerische Verwendung auf dem Typ Boeing KC-135, unter anderem als Fluglehrer, beim 22nd Air Refueling Wing auf der McConnell Air Force Base in Kansas.
Reed absolvierte von 2002 bis 2003 den für angehende Stabsoffiziere obligatorischen Lehrgang am Air Command and Staff College auf der Maxwell-Gunter Air Force Base in Alabama und danach einen weiteren Lehrgang auf der ebenfalls dort beheimateten School of Advanced Air and Space Studies.
Im Juli 2004 wurde er zur 621st Air Mobility Operations Squadron auf die McGuire Air Force Base in New Jersey versetzt und war dort mit der Planung von Luftbetankungseinsätzen beschäftigt. Im März 2005 wurde er zunächst Executive Officer in der 21st Expeditionary Mobility Task Force und übernahm im Juni 2006 als Staffelkapitän die 55th Air Refueling Squadron auf der Altus Air Force Base in Oklahoma; während dieser Zeit absolvierte Reed einen Auslandseinsatz als Kommandeur der 376th Expeditionary Operations Group, die auf der Manas Air Base in Kirgisistan stationiert war.
Im Juli 2008 wurde er für ein Jahr an das Industrial College of the Armed Forces in Washington, D.C. versetzt und übernahm ein Jahr später als stellvertretender Chef eine Abteilung bei den Joint Chiefs of Staff im Pentagon in Arlington. Danach war er als Chief of Staff im Directorate of Logistics ebendort eingesetzt. Im Mai 2011 wurde er Kommandeur der 379th Expeditionary Operations Group in Vorderasien und im Juli 2012 Kommandeur des 521st Air Mobility Operations Wing auf der Ramstein Air Base in Deutschland.
Reeds nächste Verwendung führt ihn zurück ins Pentagon als Director beim Secretary of the Air Force, bevor er im August 2015 als Brigadier General stellvertretender Direktor für strategische Planung im Air Mobility Command of the Scott Air Force Base in Illinois wurde. Im Juni 2018 ernannte man ihn zum Militärattaché an der amerikanischen Botschaft in Ankara (Türkei) und beförderte ihn im Oktober 2018 zum Major General, bevor er im Juni 2020 als Kommandeur die 3rd Air Force auf der Ramstein Air Base übernahm. Im Mai 2022 erhielt er seine aktuelle Verwendung als stellvertretender Kommandeur des Air Mobility Command und die Beförderung zum Lieutenant General.
Im Juli 2024 wurde bekannt, dass Randall Reed von US-Präsident Joe Biden als nächster Kommandeur des United States Transportation Command als Nachfolger von Jacqueline Van Ovost vorgeschlagen wurde. Er übernahm das Kommando von Van Ovost am 4. Oktober 2024.